# Smash (àlbum de The Offspring)
Smash és el tercer disc d'estudi de la banda californiana de punk rock The Offspring. Fou publicat el 8 d'abril 1994 per Epitaph Records amb la producció de Thom Wilson.

## Informació
Després de la grata sorpresa que va significar el llançament d'Ignition (1992) i la posterior gira. La banda va començar a preparar el nou treball a mitjans de l'any següent. Les sessions d'enregistrament es van dur a terme entre octubre i desembre de 1993 als estudis Track Record de North Hollywood.
Malgrat el so punk rock i fosc de l'àlbum, aquest estigué fortament influenciat per l'emergent escena pop punk d'aquella època, en contrapartida del hardcore punk dels seus dos primers àlbums d'estudi. Conjuntament a bandes com Green Day i Rancid, van anar guanyant popularitat, fet que va atraure l'atenció de mitjans que es van obrir a aquests estils musicals. Això va permetre que els senzills d'aquest àlbum poguessin entrar en la llista estatunidenca de rock modern. El primer senzill, "Come Out and Play", va arribar al primer lloc d'aquesta llista mentre que el segon ("Self Esteem") es va quedar en la quarta posició. Tanmateix, aquest esdevingué un èxit mundial, i de fet, la cançó que els feu populars arreu del món. El tercer fou "Gotta Get Away", que també fou un èxit al seu país però amb menys repercussió que els anteriors, arribant a la sisena posició de la llista de rock modern.
Aquest treball va vendre més de 6 milions de còpies només als Estats Units, sent certificat amb sis discs de platí per la RIAA, i va superar els 20 milions d'units arreu del món, esdevenint així l'àlbum més venut d'un segell independent en la història de la música. Amb aquest treball, The Offspring aconseguí la popularitat més enllà del seu país i rebé bones crítiques de mitjans de tot el món. Posteriorment va rebre el reconeixement com a gran influència en l'escena pop punk i punk rock de mitjans i finals dels 90. Smash va esdevenir el primer àlbum publicat pel segell Epitaph Records en ser certificat com disc d'or, i posteriorment de platí. Va ser disc multi-platí als Estats Units, Austràlia i Canadà.
Tant l'àlbum com els tres senzill extrets tenen un disseny artístic comú, la figura d'un esquelet força distorsionada simulant una radiografia, i en diferents colors per cada senzill. La direcció artística fou a càrrec de Kevin Head i Fred Hidalgo, que també havien treballat en el Recipe for Hate de Bad Religion.
Per commemorar el vintè aniversari de la seva publicació, The Offspring va anunciar el 8 d'abril de 2014 el rellançament d'una edició especial de Smash per a l'estiu.

## Llista de cançons
Totes les cançons foren escrites i compostes per Dexter Holland, excepte les indicades. 
| Núm.          | Títol                                                                                     | Durada |
| ------------- | ----------------------------------------------------------------------------------------- | ------ |
| 1.            | «Time to Relax» (Intro)                                                                   | 0:25   |
| 2.            | «Nitro (Youth Energy)»                                                                    | 2:27   |
| 3.            | «Bad Habit»                                                                               | 3:43   |
| 4.            | «Gotta Get Away»                                                                          | 3:52   |
| 5.            | «Genocide»                                                                                | 3:33   |
| 6.            | «Something to Believe In»                                                                 | 3:17   |
| 7.            | «Come Out and Play» ("Come Out and Play (Keep 'Em Separated)" en l'edició remasteritzada) | 3:17   |
| 8.            | «Self Esteem»                                                                             | 4:17   |
| 9.            | «It'll Be a Long Time»                                                                    | 2:43   |
| 10.           | «Killboy Powerhead» (cover de The Didjits)                                                | 2:02   |
| 11.           | «What Happened to You?»                                                                   | 2:12   |
| 12.           | «So Alone»                                                                                | 1:17   |
| 13.           | «Not the One»                                                                             | 2:54   |
| 14.           | «Smash» (conté la cançó oculta "Come Out and Play (Acoustic Reprise)")                    | 10:42  |
| Durada total: | Durada total:                                                                             | 46:47  |

- Després de la darrera cançó ("Smash") de l'àlbum hi ha cinc minuts de silenci i llavors una cançó oculta instrumental d'estil de l'Orient Mitjà. L'inici d'aquesta cançó fou utilitzat en la cançó "Pay The Man" del següent àlbum Americana.

## Posicions en llista
| Llista       | Posició | Certificació | Vendes    |
| ------------ | ------- | ------------ | --------- |
| Alemanya     | 4       | 1x Or        | 250.000   |
| Austràlia    | 1       | 4x Platí     | 280.000   |
| Canadà       | 3       | 9x Platí     | 900.000   |
| Estats Units | 4       | 7x Platí     | 7.000.000 |
| França       | 109     | 2x Platí     |           |
| Regne Unit   | 21      | 1x Platí     | 300.000   |

## Personal
- Dexter Holland – cantant, guitarra rítmica
- Noodles – guitarra solista, veus addicionals
- Greg K. – baix, veus addicionals
- Ron Welty – bateria, veus addicionals

### Personal addicional
- Jason "Blackball" McLean – Veus addicionals a "Come Out and Play (Keep 'Em Separated)"
- Lisa Johnson – Fotografia
- Ken Paulakovich – Enginyeria
- Eddy Schreyer – Masterització
- Thom Wilson – Productor, enginyeria
- Fred Hidalgo – Direcció artística
- Mike Ainsworth – Ajudant d'enginyeria
- Ulysses Noriega – Ajudant d'enginyeria
- Christopher C. Murphy – Ajudant d'enginyeria